# Rue D'Iberville
Pour les articles homonymes, voir Iberville.
La rue D'Iberville est une voie de l'île de Montréal. 

## Situation et accès
Cette rue résidentielle d'axe nord-sud, transite par 5 arrondissements de l'est de l'île de Montréal.

Son tronçon principal débute à la rue Notre-Dame jusqu'à la rue Jarry. Deux autres tronçons existent un peu plus au nord du tronçon principal. Le premier débute à la rue du Pélican jusqu'à la rue Charland. Le second débute à la rue de Port-Royal jusqu'au nord du boulevard Gouin. Montréal possède aussi une station de métro qui se nomme D'Iberville à l'angle de la rue Jean-Talon.

## Origine du nom
Cette rue a été nommée en l'honneur Pierre Le Moyne, Sieur d'Iberville (1661-1706), né à Montréal, troisième fils de Charles Le Moyne. Il a fondé en 1700 la Louisiane (nom donné en l'honneur de Louis XIV), dont il est aussi le premier gouverneur.

## Bâtiments remarquables et lieux de mémoire

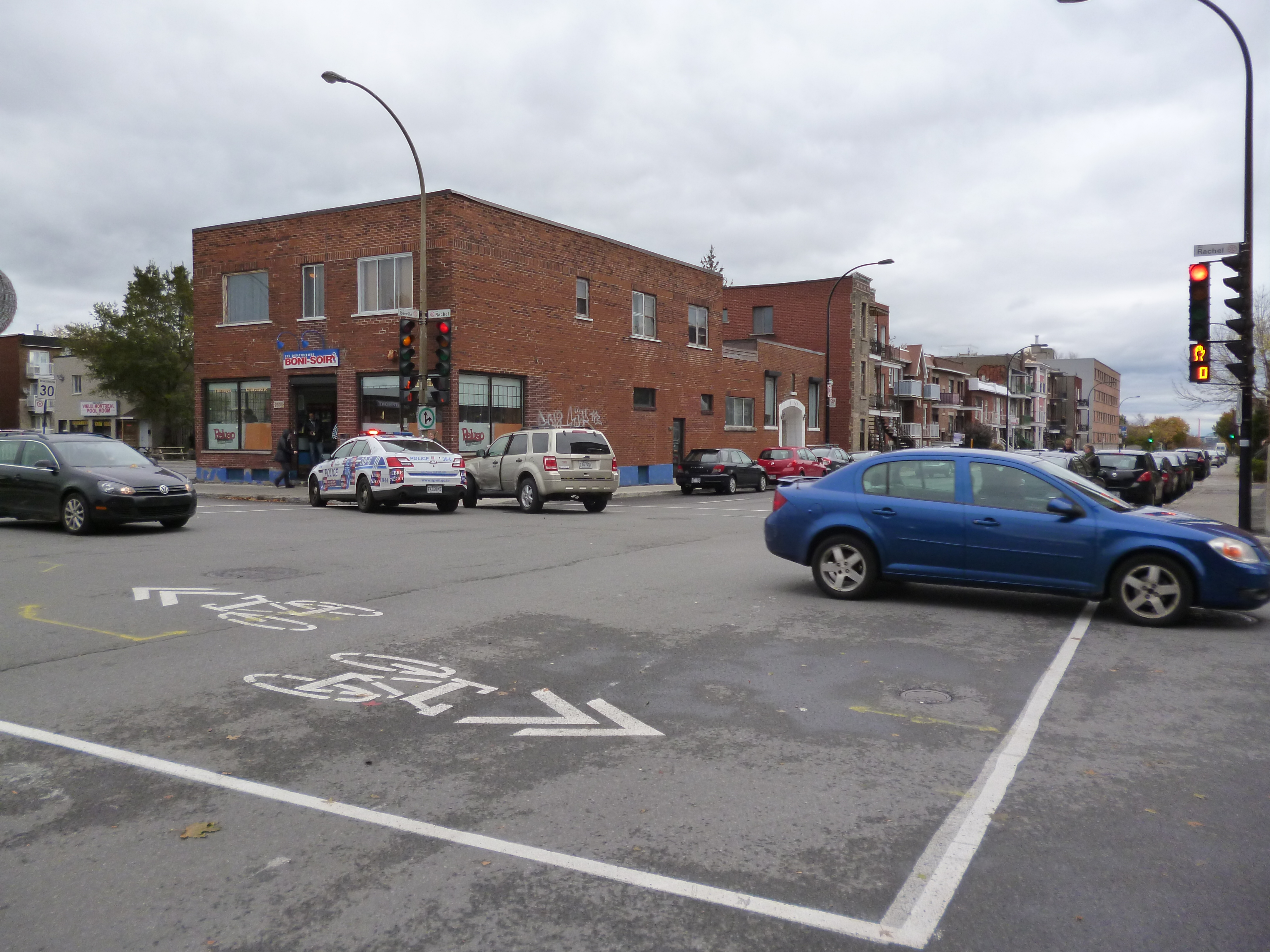
La rue d'Iberville à son intersection avec la rue Rachel.

## Source
- Ville de Montréal. Les rues de Montréal. Répertoire historique. Montréal, Méridien, 1995, p. 332-333